# کارخانه سیمان غرب
کارخانه سیمان غرب نام روستایی در دهستان دورود فرامان، بخش مرکزی شهرستان کرمانشاه در شهرستان کرمانشاه در استان کرمانشاه است. طبق سرشماری سال ۱۳۸۵ این روستا ۹۶ نفر در ۲۹ خانواده جمعیت دارد.